# Парна
Парна (словац. Parná) — река в Словакии, протекает по Братиславскому и Трнавскому краям. Правый приток реки Трнавка (бассейн Дуная). Длина реки — 37,88 км. Площадь водосборного бассейна — 153,708 км². Код реки — 4-21-16-1050.
Берёт начало на юго-восточном склоне массива Вапенна (752 м) при слиянии двух ручьёв на высоте 504 м. Протекает через юго-западную окраину города Трнава и впадает в реку Трнавка с правого берега на высоте 125 м над уровнем моря.